# Pizzo Porola
Il Pizzo Porola è una montagna delle Alpi Orobie alta 2.981 m s.l.m. È la quarta vetta orobica più alta, dietro solo a Pizzo Coca, Pizzo Redorta e Pizzo Scais, che superano i 3.000 m. Si trova lungo lo spartiacque che divide Val Seriana e Valtellina, a N del Pizzo Scais ed a S-W del Passo Coca.

## Accessi
La via più battuta per raggiungere la vetta prevede la salita dalla cresta N-E. Si deve arrivare nei pressi del Passo Coca (raggiungibile sia dalla provincia di Bergamo che da quella di Sondrio) e qui scegliere tra due alternative: si può risalire un canale appena sotto il passo sul versante bergamasco, oppure attraversare la Vedretta del Lupo (situata sul versante valtellinese del valico) e risalire analogamente un canalone. In ogni caso si arriva in cresta, che si segue con attenzione fino ad arrivare ad un vallone che si attraversa seguendo qualche ometto. Si aggira quindi la vetta arrivando ad una selletta posta a W rispetto alla cima, che si raggiunge individuando il percorso migliore tra le roccette. La via, per la quale bisogna considerare almeno 5 ore complessive di salita, non presenta alte difficoltà tecniche (massimo II grado della scala UIAA), i pericoli più grandi derivano invece dalla natura delle rocce che tendono molto facilmente a sfaldarsi, è necessario quindi avere un caschetto e controllare molto bene ogni appiglio.